# Delcam
Delcam ist ein Entwickler und Anbieter von CAD/CAM-Softwarelösungen für die Fertigungsindustrie. Seit der Gründung im Jahr 1977, die auf erste Entwicklungsarbeiten an der englischen Universität Cambridge folgte, ist das Unternehmen stetig gewachsen. Delcam gehört zu den größten Entwickler von Produktkonstruktions- und Fertigungssoftware in Großbritannien und unterhält Niederlassungen in Nordamerika, Europa und Asien.

## Vorgeschichte
Seit 1965 hatte Donald Welbourn (1916–2009), damaliger Direktor für Industrielle Kooperation an der Universität Cambridge, die Idee für den Einsatz von Computern zur Unterstützung der industriellen Fertigung von Bauteilmustern. Insbesondere die Modellierung komplizierter 3D-Formen sollte die bisherige 2D-Zeichnungssysteme an Bildschirmen ablösen.
Die Arbeiten wurden zunächst von dem Autohersteller Ford unterstützt. Da die Entwicklung sehr kostenauwändig war, wurden weitere Geldgeber benötigt. 1973 wurde Ed Lambourne, der später Technischer Direktor bei Delcam wurde, an die technische Abteilung der Universität Cambridge berufen, um dort an der Entwicklung mitzuwirken. Die Control Data GmbH in Frankfurt konnte als Partner gewonnen werden, die eine englisch Dispatchable Unit Control Table (DUCT) als Bürodienstleistung für Kunden wie Volkswagen oder Daimler-Benz anbot und den Entwicklern Zugang zu ihren EDV-Entwicklungen gewährte.
Die erste öffentliche Präsentation der CAD/CAM-Technologie gab es auf der Werkzeugmaschinenausstellung im Juni 1972 in der Olympia in London.
Dort wurde eine Fräsmaschine der Firma Hayes vorgestellt, die zwei Tools für 3-Achsen-NC-Werkzeugmaschinen mit Direct Trade Input (DTI) anbot.

## Firmengeschichte
- 1977 wurde zur Unterstützung die „Delta Technical Services“ in Birmingham gegründet. Anfangs war die Vermarktung der neuen Technologie schwierig, da die Computer zu langsam und teuer waren und die Software nur wenige automatische Funktionen bot oder schwierig zu bedienen war.
- 1982 kamen die ersten Mikrocomputer mit mehr Rechenleistung zu günstigeren Preisen auf den Markt. Dies steigerte die Wettbewerbsfähigkeit. Waren zuvor insbesondere Flugzeugbauteile am Computer entworfen worden, so ließen sich jetzt komplexe Formen rechnergestützt konstruieren.
- 1984 gab es in Birmingham mehr Mitarbeiter als das in Cambridge. Das DUCT war ein System, das von Beginn an strikt zur Konstruktion und Bearbeitung von Produkten entwickelt wurden. Da Konstruktion und Bearbeitung gemeinsam im Fokus standen wurde es für die Anwender attraktiv. Andere Systeme konzentrierten sich auf das 2D-Zeichnen und ergänzten die 3D-Modellierungs- und Bearbeitungsfunktionen erst später.
- 1985 gab es 15 Mitarbeiter, die zusätzliche Bearbeitungswerkzeuge integrierten oder einen Programmierungsservice für Zulieferer ergänzten.
- 1989 löste sich das Unternehmen im Rahmen einer Management- und Mitarbeiter-Übernahme unter Führung von Geschäftsführer Hugh Humphreys von der Delta Group.
- 1991 wurde das Unternehmen in „Delcam International“ umbenannt und in eine Aktiengesellschaft gewandelt. Im Oktober desselben Jahres bezog Delcam das neue Firmengebäude in Small Heath Birmingham.
- Im Juli 1997 notierte „Delcam plc“ auf dem Alternative Investment Market (AIM). Die „Delcam UK“ kümmerte sich um die Verkäufe und den Kundensupport in Großbritannien. Zudem eröffnete Delcam ein Verkaufsbüro in Bolton in der Grafschaft Lancashire und es gab Jointventures mit Firmen in Amerika, Europa und dem Fernen Osten.[6]

Delcam Produktbeispiele
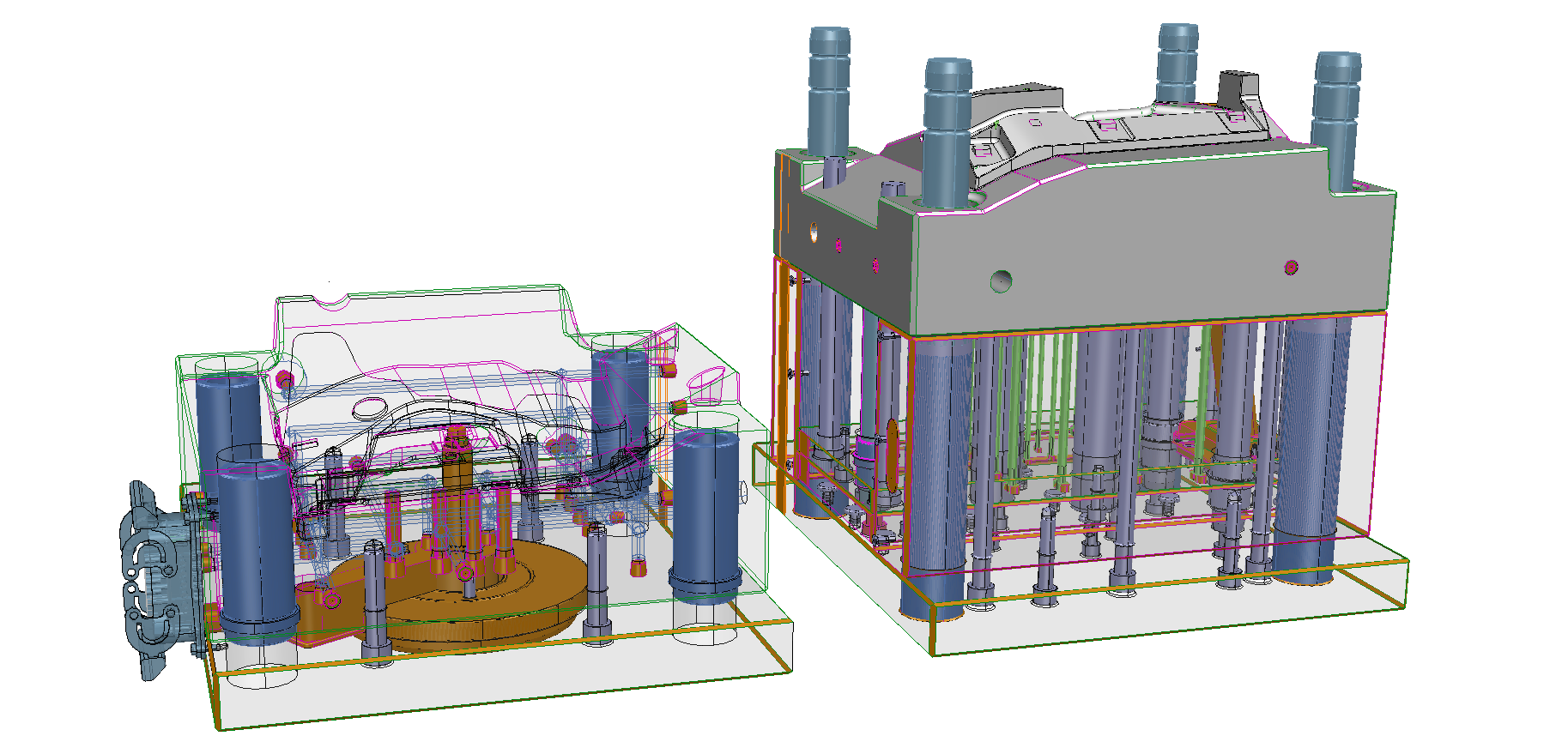
PowerSHAPE
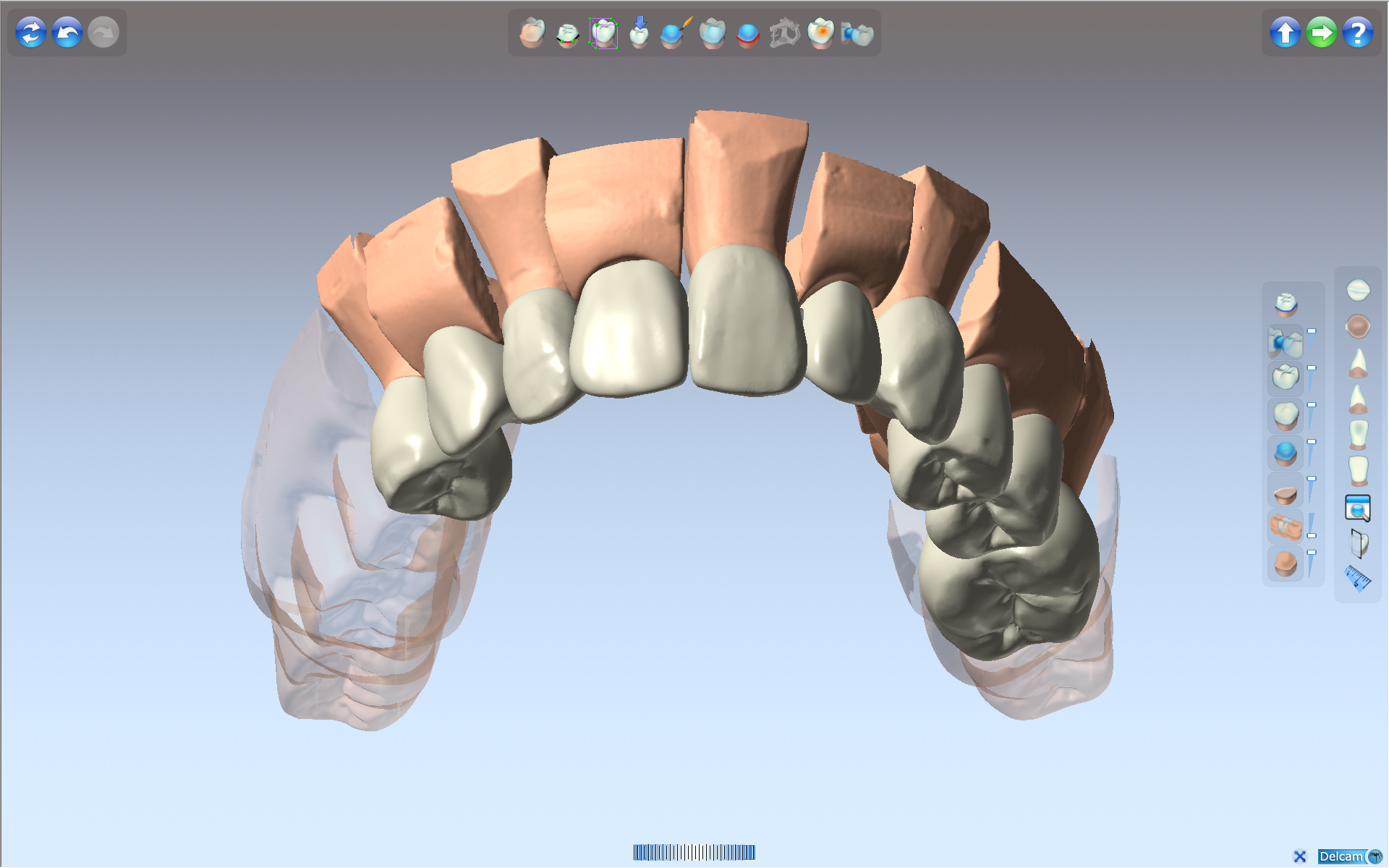
DentCAM
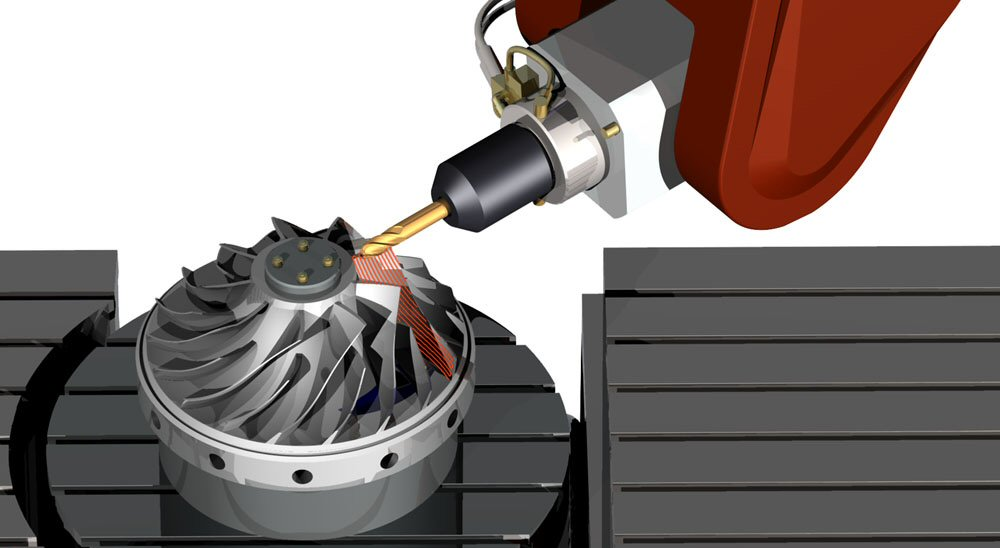
PowerMILL

## Übernahme durch Autodesk
Im November 2013 kündigte Autodesk die Absicht an, Delcam für 172 Millionen Pfund zu kaufen. Im Februar 2014 vermeldete Autodesk die Übernahme von Delcam.

## Auszeichnungen
- 1991: Queen’s Award for International Trade
- 2003: Queen’s Award for Innovation awarded for ArtCAM
- 2004: Queen’s Award for Innovation awarded for PowerINSPECT
- 2005: Queen’s Award for International Trade[9]
- 2010: Queen’s Award for Innovation awarded for Dental CADCAM Software[10]
- 2011: Queen’s Award for International Trade[11]
- 2011: Ringier Technology Innovation Award for ‘Delcam for SolidWorks’ from International Metalworking News[12]
- 2012: MTA Manufacturing Industry Award for Best Supplier Partnership for its relationship with Coventry Engineering Group[13]
- 2014: MWP Awards 2014 – Best CADCAM or Control System[14]